# Osvaldo de León
Osvaldo de León (ur. 6 maja 1984 w Brownsville) – meksykański aktor telewizyjny, filmowy i teatralny. 
Wychował się w Matamoros w stanie Tamaulipas. Studiował aktorstwo w Centro de Educación Artística (CEA). Grał na scenie w sztukach teatralnych: Sen nocy letniej (2005), Nasze miasto Thorntona Wildera (2006), Ah, Wilderness! O’Neilla (2007), Escenas de Amor Shakespeare (2007) czy Otello (2009) jako Casio.

## Wybrana filmografia

### Telenowele
- 2007-2008: Palabra de mujer jako Ariel Castellanos
- 2011: Una familia con suerte jako Tomás Campos
- 2013: Mentir para vivir jako Leonardo Olvera de la Garza
- 2013-2014: Za głosem serca jako Sebastián de Icaza
- 2014: La malquerida jako  Germán Palacios Salmerón / Germán Vivanco Salmerón
- 2015: Lo imperdonable jako Daniel
- 2017-2018: Światło twoich oczu jako Luis Alberto Ocaranza Arzuaga / Luis Alberto González Hernández

### Filmy
- 2016: Opowieści z Meksyku jako Raúl
- 2014: Alicja w świecie Marii
- 2012: Ukryty księżyc jako Tobías

## Nagrody i nominacje
| Rok  | Nagroda            | Kategoria                    | Tytuł                               | Rezultat  |
| ---- | ------------------ | ---------------------------- | ----------------------------------- | --------- |
| 2009 | Premios TVyNovelas | Najlepsze męskie objawienie  | Palabra de mujer (telenowela)       | Nominacja |
| 2010 | Premios APT        | Najlepszy aktor drugoplanowy | Otelo (sztuka teatralna)            | Wygrana   |
| 2012 | Premios TVyNovelas | Najlepszy aktor młodzieżowy  | Una familia con suerte (telenowela) | Wygrana   |
| 2013 | Diosas de Plata    | Najlepsze męskie objawienie  | Ukryty księżyc (film)               | Nominacja |
| 2013 | Premios Bravo      | Najlepszy aktor roku         | Ukryty księżyc (film)               | Wygrana   |
| 2016 | Premios TVyNovelas | Najlepszy aktor drugoplanowy | Lo Imperdonable (telenowela)        | Nominacja |